# The Best of the Wailers
The Best of The Wailers — студийный альбом ямайской рэгги-группы The Wailers. Несмотря на своё название, это не сборник. Альбом был записан в 1969—1970 годах, до сотрудничества The Wailers с Ли Перри; выпущен лишь в 1971 году.
Продюсером альбома выступил Лэсли Конг, умерший от сердечного приступа через неделю после того как альбом поступил в продажу.

## Список композиций
Все композиции написаны Ритой Марли, кроме отмеченных. Композиции «Stop the Train», «Go Tell It on the Mountain», «Can't You See» и «Soon Come» исполняет Питер Тош.
Сторона А
1. «Soul Shakedown Party» – 3:05
2. «Stop the Train» (Питер Тош) – 2:17
3. «Caution» – 2:40
4. «Soul Captive» – 2:03
5. «Go Tell It on the Mountain» (нар.) – 3:13

Сторона Б
1. «Can't You See» – 2:43
2. «Soon Come» (Боб Марли, Тош) – 2:21
3. «Cheer Up» – 2:01
4. «Back Out» – 2:11
5. «Do It Twice» – 2:41

 Бонус-треки переиздания 2004 года 
1. «Soul Shakedown Party (Version)» – 3:05
2. «Soon Come (Version)» (Марли, Тош) – 2:23